# Marcelo Baron Polanczyk
Marcelo Baron Polanczyk (nacido el 19 de enero de 1974) es un exfutbolista brasileño que se desempeñaba como delantero.
Jugó para clubes como el Internacional, Chapecoense, Santa Cruz, Ventforet Kofu, JEF United Ichihara, Shimizu S-Pulse, Cerezo Osaka, Kashima Antlers, Vegalta Sendai, Vissel Kobe, Avispa Fukuoka y América.

## Trayectoria

### Clubes
| Club                | País   | Año         |
| ------------------- | ------ | ----------- |
| Internacional       | Brasil | 1990 - 1993 |
| Chapecoense         | Brasil | 1994        |
| Santa Cruz          | Brasil | 1995        |
| Ventforet Kofu      | Japón  | 1996        |
| Sampaio Corrêa      | Brasil | 1997        |
| Ventforet Kofu      | Brasil | 1998        |
| JEF United Ichihara | Japón  | 1999 - 2000 |
| Shimizu S-Pulse     | Japón  | 2001 - 2002 |
| Cerezo Osaka        | Japón  | 2003        |
| Ventforet Kofu      | Japón  | 2004        |
| Kashima Antlers     | Japón  | 2004        |
| Vegalta Sendai      | Japón  | 2005        |
| Vissel Kobe         | Japón  | 2006        |
| Avispa Fukuoka      | Japón  | 2006        |
| América             | Brasil | 2007        |